# ミクロマンシリーズ
ミクロマンシリーズは、株式会社タカラ（現・タカラトミー）が1974年から発売した、オリジナルキャラクターの男児向け玩具である。約1/18スケールの関節可動人形であり、その人形が乗り込む乗り物や基地、武器などを含め多彩な商品群が形成された。

## 概要
1960年代、アメリカで発売されていたマテル社のバービー人形やハズブロ社のG.I.ジョーなどの子供向け着せ替え人形を参考に、日本ではタカラがリカちゃんや変身サイボーグといった商品を開発した。男児向けの変身サイボーグはその名の通り、着せ替えによって様々なタイプへと「変身」する商品であり本家のG.I.ジョーと差別化を図るためにコスチュームだけではなく、「パーツ」の取り替えによる「変身」を目玉としていた（詳細は該当項目）。折からの変身ブームの追い風もあり1/6サイズ（30cm弱、12インチと呼ばれる）の変身サイボーグは人気商品となったが、ブームの収束などで1974年ごろに終了。
その後継商品として開発され、1974年7月に発売されたのが、およそ10cmの可動人形「ミクロマン」である。小さいながらも変身サイボーグ同様に関節が可動する人形で、透明なボディやメッキの部品など、変身サイボーグと同様のSF世界の雰囲気を持った新シリーズとして登場した。
このダウンサイジングや、乗り物などを完成品ではなく一部プラモデルのような組み立て式にしてコストダウンをした結果、さまざまな乗り物や基地といった商品展開が子供の比較的購入しやすい低価格帯になり、タカラの男児玩具の主力商品となった。

## 特徴
大きさは10cmのほぼ手のひらサイズであり、ABS樹脂（手首、足首は軟質樹脂）でつくられていた。首、肩、肘、手首、胴、股関節、膝、足首が可動する。最も初期に発売されたシリーズの4体は単に可動する人形だったが、1975年に背中に5mmジョイント穴を持った改良がなされ、乗り物に設けられた凸の部分に嵌めることで乗り物などに固定しやすく、様々なパーツ類も同様のジョイントで構成されることで、ブロック玩具のような非常に広いプレイバリューを持つ事となった。
商戦時期に合わせて概ね半年ほどの周期で新キャラクター・新商品が投入され、展開が続けられた。

ミクロマンは、いわゆる人間と同じ大きさのキャラクターをミニチュア化した玩具ではなく、「身長10ｃｍの宇宙人」という設定の実物大の人形であり、それまでの人形に感情移入する子供の「ごっこ遊び」から飛躍した、リアリティのある世界観を提供している。（2000年代のハイターゲットシリーズは除く）

## 変遷
1974年から始まったミクロマンシリーズは定番のシリーズ商品となり長く展開が続いたが、1980年代に入るとTVアニメ機動戦士ガンダムを中心としたキャラクタープラモデルや、LSIゲーム、家庭用テレビゲームなどが子供向け玩具のブームとなり、ミクロマンシリーズは商品寿命を終えつつあった。
タカラでは1980年から新たなSF玩具シリーズである「ダイアクロン」などを展開。ミクロマンも設定をリセットの上一新し、変形ロボットなどを商品の主軸とした「ニューミクロマン」と呼ばれる新しい商品展開が行なわれた。末期は「ミクロチェンジシリーズ」と呼ばれる実在の銃や実用品が変形してロボットになるキャラクターが中心のシリーズとなる。
同時期のダイアクロンも実在の乗り物が変形するロボットがメインとなる展開にシフトしており、米国HASBRO社との提携によって米国では両シリーズの変形ロボットを合わせてローカライズしたTRANSFORMERSというシリーズが展開され、世界的な人気を博すこととなり、後に逆輸入の形で日本展開が始まり人気となる。こうして1985年にはミクロマンのブランドは消滅、展開を終了した。
時を経て13年後の1998年、新たなミクロマンがアニメと同時展開のコンテンツとして復活。同時に旧ミクロマンの復刻版が展開されるなど、折からのフィギュアブームとハイターゲットのコレクション市場の成熟も手伝って、ブランドが復活した。
その後「ミクロマン200X」や「ミクロマンアーツ」などのハイターゲット向けフィギュアシリーズとしてブランドが存続するが、2015年を最後に展開は行われていない。

## シリーズ一覧
- ミクロマン：1974年から1980年までのシリーズ。
- ニューミクロマン：1981年から1985年までのシリーズ。世界観を再構築し、過去のシリーズからチョイスされた人形が10種（後に1種追加）となり、変形に主眼を置いたロボットやビークルなどの商品群が形成された、ダイアクロンとともにトランスフォーマーの素となった。
- ミクロマン21：1996年、玩具メーカー浪曼堂より復刻された旧作ミクロマンのシリーズ。
- ミクロマン復刻版：1998年にタカラから発売された旧作ミクロマンの人形の復刻版。コラボ商品や限定商品が多数展開された。
- ミクロマン・マグネパワーズ：1998年から2001年までのシリーズ。右腕、両足、胸に磁石が内蔵されたミクロマン。アニメ化作品のもととなった。
- ミクロマン200X：2003年からのシリーズ。現在の技術で作り直されたミクロマンであり、身体の約30箇所が可動する。武器や手首が5～6種付属するなど単体でのプレイバリューも高い。ビークルやそれが合体するロボットなどのシリーズも発売された。派生シリーズとして「ミクロアクションシリーズ」があり、そちらは他のアニメや特撮、映画などのコンテンツのキャラクターとのコラボレーションとなっている。
- ミクロマンアーツ：タカラトミーアーツが展開した、2014年からのシリーズ。艦隊これくしょんや、ラブライブなどの美少女コンテンツの登場キャラクターの可動フィギュアにミクロマンブランドを冠した物となっている。
- LEGACYSOUL :T-SPARKの一ブランドで過去の製品を現代の技術で復刻するシリーズ。

## 類似玩具
- ベータミゼット - バンダイ
- アッセンブルボーグ（リボルテック） - 海洋堂
- Get Ride! アムドライバー - コナミ
- 武装神姫 - コナミ（素体はミクロマンと同様の一軸関節の可動フィギュア）
- ビクトラー - ポピー（現・バンダイ）